# Heliasteridae
Heliasteridae (лат.) — семейство морских звёзд из отряда Forcipulatida.
Он включает два рода: Heliaster из восточной части Тихого океана (от Калифорнии до Чили, включая прибрежные острова) и Labidiaster из самой южной части вод Южной Америки, Антарктиды и субантарктических океанов.

## Классификация
Семейство Heliasteridae включает 2 рода и 7 современных видов:
- Heliaster Gray, 1840
  - Heliaster canopus Perrier, 1875
  - Heliaster cumingi (Gray, 1840)
  - Heliaster helianthus (Lamarck, 1816)
  - Heliaster kubiniji Xantus, 1860
  - Heliaster microbrachius Xantus, 1860
  - Heliaster polybrachius H.L. Clark, 1907
  - Heliaster solaris A.H. Clark, 1920
- Labidiaster Lütken, 1871
  - Labidiaster annulatus Sladen, 1889
  - Labidiaster radiosus Lütken, 1871